# 为宝书局
为宝书局是中华民国时期的一座书店。位于今北京市西城区地安门外大街156号。其建筑今为西城区文物保护单位。

## 历史
为宝书局之名乃取《大学》“惟善以为宝”之意。其匾额同北京北城的金城银行、琉璃厂的商务印书馆的匾额一样，都是由郑孝胥书写的。抗日战争胜利后，由于郑孝胥曾任满洲国国务总理，为宝书局乃将匾额更换为张伯英题写的新匾额。这不同于金城银行等单位将郑孝胥题匾的下款抠去的做法。
为宝书局专门出售商务印书馆、中华书局的新版图书、科学书籍、翻译小说、中小学教科书，以及《少年杂志》、《小朋友》等期刊。
如今，为宝书局旧址为地安门新华书店的店址。1999年，该建筑被确定为北京市第三次文物普查项目。后列入第二批西城区文物保护单位。

## 建筑
为宝书局建筑坐西朝东，为砖混结构的二层楼房，建筑面积共252平方米。